# 1740 en France
Chronologie de la France
- 1736
- 1737
- 1738
- 1739
- 1740
- 1741
- 1742
- 1743
- 1744

Cette page concerne l’année 1740 du calendrier grégorien.

## Événements
- 1er janvier : Dupleix est nommé gouverneur des ville et fort de Pondichéry[1].
- 10 janvier : froid exceptionnel (-13,7° à Paris). Après un léger redoux, la température retombe à -12,6° le 10 février) ; les températures négatives durent jusqu’au 9 mars[2]. L'année sera presque aussi froide que la glaciale 1879[3],[4]
- 20 février : Le Tonnelier de Breteuil devient secrétaire d’État à la guerre après la mort de Bauyn d’Angervilliers[1].
- 29 avril : François Marie d'Ormesson devient intendant des finances en survivance de son père[5].
- 28 mai : renouvellement des capitulations avec le sultan Mahmoud[1].
- Juin : brutale hausse des prix des grains qui anticipe la mauvaise récolte liée au climat froid[6]. Misère accrue. Forte mortalité liée au froid et à la sous-alimentation. Les importations de grains évitent la disette.
- 8 juillet : Fleury fait savoir à l’ambassadeur britannique que Louis XV est décidé à intervenir aux côtés de l’Espagne[1].
- 18 août : l’assemblée du clergé réunie à Versailles accorde au roi un « don gratuit » de 3,5 millions de livres[7].
- 22 août : « émotion » populaire, à la halle du Poids-le-Roi, sur le marché Notre-Dame à Versailles, en raison de la cherté des farines[8].
- Août : le cardinal Fleury envoie deux escadres en Amérique pour aider l'Espagne en conflit avec la Grande-Bretagne[9].
- 20 octobre : la mort de l’empereur Charles VI sans héritiers mâles déclenche la guerre de Succession d’Autriche (fin en 1748)[10].
- 26 octobre : déclaration royale relative à l’importation des grains. Blés, grains et légumes sont exemptés de droits d’entrée pour un an[11].
- Novembre : émission de 600 000 livres de rentes viagères[12].
- 7 décembre : début d’une grande crue de la Seine (fin en janvier 1741)[13].
- 11 décembre : Louis XV cède finalement au parti belliciste : la France soutiendra les prétentions de l’Électeur de Bavière, ne laissant à Marie-Thérèse que son domaine héréditaire. Louis XV envoie Belle-Isle, à qui il vient de remettre son bâton de maréchal, assister comme son ambassadeur à l’élection du Bavarois à la diète de Francfort[1].
- 26 décembre : la crue de la Seine atteint 8,05 mètres à Paris[14].
- Le système de taille tarifée est introduit dans la généralité de Riom[12].